# 若林佳子
若林 佳子（わかばやし よしこ）は、日本の映像作家、フラワーアーティスト。山口県生まれ。

## 作品一覧

### みんなのうた
- ◆は、5分間1曲枠の楽曲（ロングのうた）。
- 僕らをのせたバスは / アツキヨ（2005年2月・3月放送）